# Andreas Wolff (Handballspieler)
Andreas Wolff (* 3. März 1991 in Euskirchen) ist ein deutscher Handballtorwart. Der Nationalspieler steht seit 2024 beim deutschen Rekordmeister THW Kiel unter Vertrag, bei dem er bereits von 2016 bis 2019 spielte.

## Karriere

### Verein

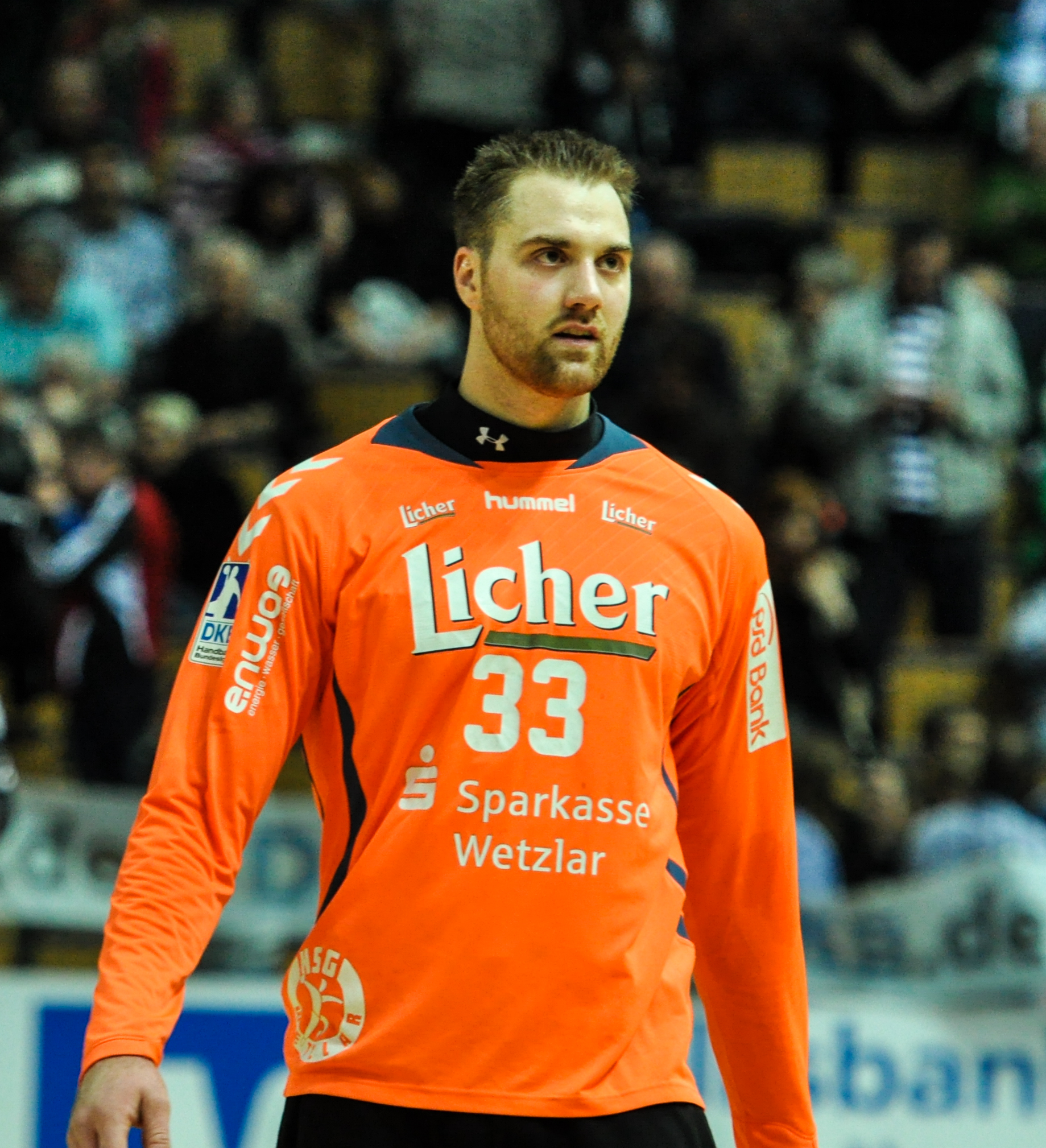
Andreas Wolff 2014 bei einem Spiel gegen den HSV Hamburg.

Wolff spielt seit seinem fünften Lebensjahr Handball, zuerst bei der SG Ollheim/Straßfeld. Dort durchlief er alle Jugendmannschaften bis zur C-Jugend und wechselte zur Saison 2004/05 zur HSG Rheinbach-Wormersdorf. Ab 2007 spielte der Torhüter für den TV Kirchzell und ab Februar 2009, ermöglicht durch die Zweitspielrechtregelung, auch für den TV Großwallstadt in der 1. Bundesliga. Zur Spielzeit 2013/14 wechselte Wolff zur HSG Wetzlar. Dort wurde er schnell zum Leistungsträger und schaffte in seiner ersten Saison bei den Hessen den Sprung in die Nationalmannschaft.
Ab der Spielzeit 2016/17 stand er beim THW Kiel unter Vertrag. Mit der Mannschaft gewann er den DHB-Pokal 2016/17, den DHB-Pokal 2018/19 und den EHF-Pokal 2018/19.
Im Sommer 2019 wechselte er zum polnischen Spitzenclub KS Kielce. Dort wurde er zwischenzeitlich zum Kapitän ernannt. Mit Kielce gewann er 2020–2023 die polnische PGNiG Superliga Mężczyzn sowie 2021 den polnischen Pokal. Im Finale der EHF Champions League 2021/22 unterlag er mit Kielce dem FC Barcelona erst nach Siebenmeterwerfen 35:37. Ein Jahr später verlor er mit Kielce das Endspiel gegen den SC Magdeburg mit 29:30 nach Verlängerung.
2024 wechselte Wolff zurück zum THW Kiel, bei dem er einen Vierjahresvertrag unterschrieb. Mit Kiel gewann er den DHB-Pokal 2024/25.

### Nationalmannschaft
Sein Länderspieldebüt absolvierte Wolff beim Drei-Länder-Turnier im polnischen Wągrowiec als Keeper der deutschen B-Mannschaft gegen die norwegische B-Auswahl. Der Deutsche Handballbund zählt die Begegnungen der B-Mannschaft seit 2012 in der Länderspielstatistik mit.
Sein Debüt in der A-Nationalmannschaft spielte er am 11. Januar 2014 beim Freundschaftsspiel gegen Tunesien in Tunis. Er stand im Aufgebot der Nationalmannschaft bei der Handball-EM 2016 in Polen und wurde am 31. Januar 2016 nach einem 24:17-Sieg im Finale über Spanien Europameister. Er wurde vor dem Finale in das All-Star-Team des Turniers gewählt. Bei den Olympischen Spielen 2016 in Rio de Janeiro gewann er mit der deutschen Mannschaft die Bronzemedaille. Am 1. November 2016 erhielt er dafür das Silberne Lorbeerblatt. Er nahm an der Europameisterschaft 2018 teil, bei der die Mannschaft den neunten Platz belegte. Weitere Turniere waren die WM 2017, WM 2019 (Platz 4), EM 2020 (Platz 5) und WM 2021 (Platz 12). Mit der deutschen Auswahl nahm er an den Olympischen Spielen in Tokio teil. Bei der Europameisterschaft 2022 bestritt er die ersten beiden Spiele, bevor ein positiver COVID-19-Test sein Turnier beendete.
Bei der Weltmeisterschaft 2023 erreichte er mit der deutschen Nationalmannschaft den 5. Platz. Er hatte 112 Paraden (höchster Wert aller Torhüter im Turnier), eine Quote gehaltener Würfe von 37 %, dabei acht gehaltene 7m-Würfe (von 25, Quote 32%) und drei Auszeichnungen als „Spieler des Spiels“. Wolff wurde zudem ins All-Star-Team gewählt. Er stand im Kader für die Europameisterschaft 2024 und belegte mit Deutschland den 4. Platz. Zudem wurde er wieder in das All-Star-Team gewählt. Bei den Olympischen Spielen 2024 in Paris gewann er mit der Auswahl die Silbermedaille. Dafür wurden er und sein Team am 4. November 2024 vom Bundespräsidenten Frank-Walter Steinmeier mit dem Silbernen Lorbeerblatt ausgezeichnet. Bei der Weltmeisterschaft 2025 scheiterte er mit der DHB-Auswahl im Viertelfinale und beendete das Turnier auf Rang 6.

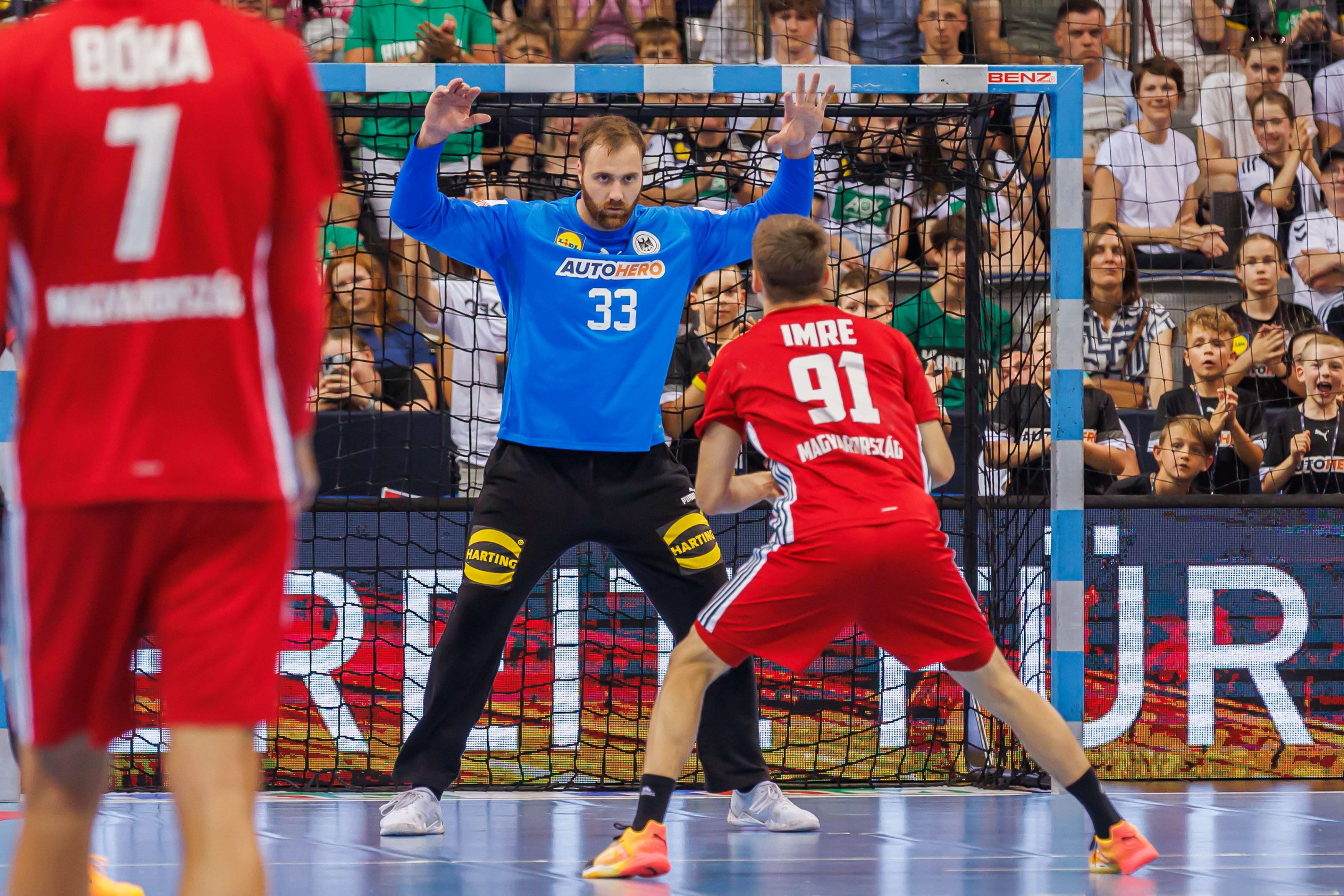
Länderspiel Deutschland-Ungarn: Wolff beim Siebenmeter gegen seinen Kieler Mitspieler Bence Imre

### Erfolge
Verein
- 2006: Mittelrheinmeister mit der Rheinbacher C-Jugend
- 2009: mit Kirchzell deutscher A-Jugend Vizemeister
- 2011: mit dem TV Großwallstadt Zweiter im EHF-Pokal
- 2017: DHB-Pokalsieger
- 2019: DHB-Pokalsieger
- 2025: DHB-Pokalsieger
- 2019: EHF-Pokalsieger
- 2020–2023: polnischer Meister
- 2021: polnischer Pokalsieger
- 2022 und 2023: Finale der EHF Champions League

Nationalmannschaft
- 2015: Gewinn des Supercups
- 2016: Gewinn der Europameisterschaft
- 2016: Bronzemedaille bei den Olympischen Spielen in Rio de Janeiro
- 2024: Silbermedaille bei den Olympischen Spielen in Paris

### Auszeichnungen
- Deutschlands Handballer des Jahres 2015, 2016
- All-Star Team Europameisterschaft 2016, Weltmeisterschaft 2023, Europameisterschaft 2024
- Europas Handballer des Monats Januar 2016[14]
- Silbernes Lorbeerblatt 2016 und 2024
- Fair Play Preis des Deutschen Sports 2023[15]
- Schleswig-Holsteins Sportler des Jahres 2024[16]

### Saisonbilanzen
| Saison    | Verein           | Liga            | Spiele | Tore |
| --------- | ---------------- | --------------- | ------ | ---- |
| 2010/11   | TV Großwallstadt | Bundesliga      | 34     | 0    |
| 2011/12   | TV Großwallstadt | Bundesliga      | 34     | 0    |
| 2012/13   | TV Großwallstadt | Bundesliga      | 31     | 0    |
| 2013/14   | HSG Wetzlar      | Bundesliga      | 34     | 0    |
| 2014/15   | HSG Wetzlar      | Bundesliga      | 36     | 0    |
| 2015/16   | HSG Wetzlar      | Bundesliga      | 32     | 0    |
| 2016/17   | THW Kiel         | Bundesliga      | 34     | 5    |
| 2017/18   | THW Kiel         | Bundesliga      | 34     | 2    |
| 2018/19   | THW Kiel         | Bundesliga      | 34     | 3    |
| 2019/20   | KS Kielce        | Superliga       | 14     | 1    |
| 2020/21   | KS Kielce        | Superliga       | 13     | 0    |
| 2021/22   | KS Kielce        | Superliga       | 24     | 1    |
| 2022/23   | KS Kielce        | Superliga       | 20     | 0    |
| 2023/24   | KS Kielce        | Superliga       | 10     | 0    |
| 2024/25   | THW Kiel         | Bundesliga      | 34     | 0    |
| 2019–2024 | Superliga        | Superliga       | 81     | 2    |
| 2010–2025 | Bundesliga       | Bundesliga      | 337    | 10   |
| 2010–2025 | Karriere gesamt  | Karriere gesamt | 418    | 12   |

## Sonstiges
Wolff legte sein Fachabitur mit Leistungsschwerpunkt Wirtschaft ab.
Am 17. September 2016 trat Wolff bei Schlag den Star an, wo er gegen Massimo Sinató gewann.
Ein Hobby Wolffs ist es, das Kartenspiel Yu-Gi-Oh! zu spielen. Unter anderem nahm er hierbei an der Deutschen Meisterschaft teil.